# María Conchita Alonso
María Conchita Alonso, pseudonimo di María Concepción Alonso Bustillos (Cienfuegos, 29 giugno 1957), è un'attrice e cantante cubana naturalizzata statunitense.

## Biografia
Nata a Cienfuegos, a Cuba, con il nome di María Concepción Alonso Bustillos, si trasferì in Venezuela nel 1962, all'età di cinque anni dove ottenne la nazionalità venezuelana. Incoronata Miss Teenager Of The World nel 1971, si classifica al secondo posto nella rassegna Miss Venezuela del 1975. Nello stesso anno fu tra le finaliste di Miss Mondo. Sua nipote Antonella è un'attrice pornografica. Il 20 agosto 2007 ha ottenuto la cittadinanza statunitense.
Nel 1979 si esibisce come cantante solista del gruppo Ambar riuscendo a pubblicare il pezzo Dangerous Rhythm nel 1982. L'anno successivo, su richiesta di Giorgio Moroder, incide Vamos a Bailar che entra a far parte della colonna sonora del film Scarface. Il suo secondo album da solista, Maria Conchita le fa vincere il Grammy Award come Best Latin Artist del 1985.
Il suo debutto nel cinema, dopo una serie di apparizioni nelle televisioni sudamericane, è nel 1984 con il film Mosca a New York dove recita al fianco di Robin Williams. Successivamente si farà notare in pellicole come L'implacabile, Predator 2 e Colors - Colori di guerra. Partecipa inoltre ad un reality show e recita a Broadway nel musical Il bacio della donna ragno.
In Tv ha preso parte anche parte ai serial CSI: Miami, Chicago Hope, La tata e Desperate Housewives.
Nel 2014, a causa del suo anticomunismo e della sua opposizione a Nicolas Maduro, si è vista revocare la nazionalità venezuelana.

## Filmografia

### Attrice

#### Cinema
- I predatori della savana (Savana - Sesso e diamanti), regia di Guido Leoni (1978)
- Solon, regia di Enver Cordido (1979)
- Paura su Manhattan (Fear City), regia di Abel Ferrara (1984)
- Mosca a New York (Moscow on the Hudson), regia di Paul Mazursky (1984)
- Il cugino americano (Blood Ties), regia di Giacomo Battiato (1986)
- Un tocco di velluto (Touch and Go), regia di Robert Mandel (1986)
- Un bel pasticcio! (Blake Edwards' A Fine Mess), regia di Blake Edwards (1986)
- L'implacabile (The Running Man), regia di Paul Michael Glaser (1987)
- Ricercati: ufficialmente morti (Extreme Prejudice), regia di Walter Hill (1987)
- Colors - Colori di guerra (Colors), regia di Dennis Hopper (1988)
- Con el corazón en la mano, regia di Mauricio Walerstein (1988)
- Stress da vampiro (Vampire's Kiss), regia di Robert Bierman (1989)
- Predator 2, regia di Stephen Hopkins (1990)
- McBain, regia di James Glickenhaus (1991)
- Teamster Boss: The Jackie Presser Story, regia di Alastair Reid - film TV (1992)
- La casa degli spiriti (The House of the Spirits), regia di Bille August (1993)
- Roosters, regia di Robert M. Young (1993)
- For Which He Stands, regia di Nelson McCormick (1996)
- Caught (Atrapados), regia di Robert M. Young (1996)
- Caccia al testimone (Acts of Betrayal), regia di Jack Ersgard (1997)
- Catherine's Grove, regia di Rick King (1997)
- El grito en el cielo, regia di Dunia Ayaso, Félix Sabroso (1998)
- Blackheart, regia di Dominic Shiach (1998)
- Exposé, regia di Daphna Edwards (1998)
- Dillinger in Paradise, regia di John Henry Richardson (1999)
- ABC 2000: The Millennium, regia di Roger Goodman - documentario (1999)
- Knockout, regia di Lorenzo Doumani (2000)
- Rischio mortale (Chain of Command), regia di John Terlesky (2000)
- Birth of Babylon, regia di Alex Monty Canawati (2001)
- Heart of America, regia di Uwe Boll (2002)
- Blind Heat, regia di Adolfo Martínez Solares (2002)
- The Code Conspiracy, regia di Hank Whetstone (2002)
- E! Historias verdaderas: El peso de una corona, documentario (2002)
- Cool Women - documentario (2002)
- The Bronze Screen: 100 Years of the Latino Image in American Cinema, regia di Nancy De Los Santos, Alberto Domínguez, Susan Racho (2002)
- Newton's Law, regia di Pete Antico - cortometraggio (2003)
- Chasing Papi, regia di Linda Mendoza (2003)
- Smoke, regia di J.C. Barros (2005)
- Stesso sogno (English as a Second Language), regia di Youssef Delara (2005)
- The Hunters and the Hunted: The Making of Predator 2 - cortometraggio (2005)
- Material Girls, regia di Martha Coolidge (2006)
- The Company You Keep, regia di Konstandino Kalarytis (2003)
- Historias engarzadas - documentario (2006)
- The Dead One, regia di Brian Cox (2007)
- El gran tabu, regia di Bradley Smith (2007)
- The Art of Travel, regia di Thomas Whelan (2008)
- Richard III, regia di Scott Anderson (2008)
- Dark Moon Rising (Wolf Moon), regia di Dana Mennie (2009)
- Toy boy - Un ragazzo in vendita (Spread), regia di David Mackenzie (2009)
- The Red Canvas, regia di Kenneth Chamitoff, Adam Boster (2009)
- Submission, regia di Adam Boster, Kenneth Chamitoff (2010)
- Ida y vuelta (Round Trip), regia di David Martín Porras (2010)
- Tranced, regia di David M. Evans (2010)
- Crossing Our Borders, regia di Gladys Bensimon (2010)
- Without men, regia di Gabriela Tagliavini (2011)
- Femme, regia di Emmanuel Itier (2011)
- Art of Submission, regia di Adam Boster, Kenneth Chamitoff (2012)
- Le streghe di Salem (The Lords of Salem), regia di Rob Zombie (2012)

#### Televisione
- Mabel Valdez, periodista - serie TV (1979)
- Estefanía - serie TV, episodio 1x01 (1979)
- Mi hijo Gabriel - serie TV (1980)
- Natalia de 8 a 9 - serie TV (1980)
- Luz Marina - serie TV (1981)
- Angelito - serie TV (1981)
- El esposo de Anaís - serie TV (1981)
- Marielena - serie TV (1981)
- Supercar (Knight Rider) - serie TV, episodio 1x13 (1982)
- Fantasilandia (Fantasy Island) - serie TV, episodio 6x06 (1982)
- Claudia - serie TV (1982)
- Nacho - serie TV (1984)
- One of the Boys - serie TV, 6 episodi (1989) - Maria Conchita Navarro
- Cuerpos clandestinos, film TV (1991)
- The Chuck Woolery Show - serie TV, episodio 1x34 (1991)
- Picante - serie TV (1992)
- One on One with John Tesh - serie TV, episodio 1x132 (1992)
- Texas, regia di Richard Lang - film TV (1994)
- MacShayne: The Final Roll of the Dice, regia di E.W. Swackhamer - film TV (1994)
- Alejandra - serie TV, episodio 1x01 (1994)
- Sudden Terror: The Hijacking of School Bus#17, regia di Paul Schneider - film TV (1996)
- Great Drives - miniserie TV (1996)
- F/X (F/X: The Series) - serie TV, episodi 1x17-2x05 (1997)
- Gun - serie TV, episodio 1x06 (1997)
- Chicago Hope - serie TV, episodi 3x23-3x25 (1997)
- Women: Stories of Passion - serie TV, episodio 1x25 (1997)
- My Husband's Secret Life, regia di Graeme Clifford - film TV (1998)
- Oltre i limiti (The Outer Limits) - serie TV, episodio 4x11 (1998)
- La tata (The Nanny) - serie TV, episodio 5x19 (1998)
- Al día con Maria Conchita - serie TV (1998)
- Il tocco di un angelo (Touched by an Angel) - serie TV, episodio 5x25 (1999)
- Walking After Midnight - serie TV (1999)
- The Princess & the Barrio Boy, film TV (2000)
- Twice in a Lifetime - serie TV, episodio 2x08 (2000)
- Mezzogiorno di fuoco (High Noon), regia di Fred Zinnemann - film TV (2000)
- Best Actress, film TV (2000)
- Le visioni di Donielle (A Vision of Murder: The Story of Donielle), film TV (2000)
- Amantes de Luna Llena - serie TV (2000)
- Resurrection Blvd. - serie TV, episodi 1x15-1x16-1x18 (2000-2001)
- Robbery Homicide Division (R.H.D./LA: Robbery Homicide Division/Los Angeles) - serie TV, episodio 1x01 (2002)
- La academia - serie TV (2002)
- I'm a Celebrity, Get Me Out of Here! - serie TV, 11 episodi (2003)
- Kingpin - serie TV, episodi 1x04-1x05 (2003)
- CSI: Miami - serie TV, episodio 2x13 (2004)
- Desperate Housewives (Desperate Housewives) - serie TV, episodio 2x25 (2006)
- Cantando por un sueño - serie TV (2006)
- Saints & Sinners - serie TV, 62 episodi (2007) - Diana Martin
- Amas de casa desesperadas - serie TV, episodio 1x15 (2008)
- Más vale tarde - serie TV, episodio 1x19 (2008)
- Viva Hollywood! - serie TV, 8 episodi (2008) - se stessa
- Maneater - miniserie TV, episodi 1x01-1x02 (2009)
- RuPaul's Drag Race - serie TV, episodio 1x06 (2009)
- Casadas Con Hollywood - serie TV, 4 episodi (2010) - se stessa
- Things We Do for Love - serie TV, episodi 1x01-1x05 (2011)
- Celebrity Ghost Stories - serie TV, episodio 3x16 (2011)
- El pelado de la noche - serie TV, episodio 1x02 (2012)

### Doppiatrice
- Big Bag - serie TV (1996)

## Teatro
- Al ritmo de la noche - musical (1994)

## Discografia
- Love Maniac (Polydor/PolyGram, 1979)
- The Witch (Polydor/Polygram, 1980)
- Dangerous Rhythm (PolyGram, 1982)
- Te Amo (Polydor/PolyGram, 1983)
- María Conchita (A&M/PolyGram, 1984)
- Grandes Éxitos (PolyGram, 1986)
- Mírame (PolyGram, 1987)
- Hazme Sentir (PolyGram, 1990)
- En Vivo México (Capitol/EMI Mexico, 1991)
- Imagíname (Columbia/SME Mexico, 1992)
- Alejandra: Boleros (PolyGram, 1994)
- Hoy y Siempre (PolyGram, 1997)
- Grandes Éxitos (2004)
- Soy EP (Hypnotic, 2005)
- Greatest Hits (Universal Latino, 2008)
- Mienteme (Universal Latino, 2009)
- Amor De Madrugada (ARDC Music Division, 2016)

## Doppiatrici italiane
Nelle versioni in italiano delle opere in cui ha recitato, Maria Conchita Alonso è stata doppiata da:
- Claudia Balboni in Un tocco di velluto, Ricercati: ufficialmente morti
- Silvia Pepitoni in Caccia al testimone, La tata
- Cinzia De Carolis in Predator 2, Material Girls
- Antonella Giannini in Walker, Texas Ranger
- Margherita Sestito in Colors - Colori di guerra
- Vanna Busoni in Chain of Command
- Laura Boccanera in Resurrection Blvd.
- Chiara Colizzi in CSI: Miami
- Barbara Castracane in La casa degli spiriti
- Maria Teresa Martino in L'implacabile
- Emanuela Rossi in Mosca a New York
- Isabella Pasanisi in Desperate Housewives
- Alessandra Korompay ne Le streghe di Salem